# 뇌르틀링겐 전투 (1634년)
뇌르틀링겐 전투(독일어: Schlacht bei Nördlingen, 스페인어: Batalla de Nördlingen, 스웨덴어: Slaget vid Nördlingen)는 1634년 율리우스력으로 8월 27일, 그레고리력으로 9월 6일 30년 전쟁 중에 벌어진 개신교 측 군대와 가톨릭측 군대가 맞붙은 전투이다. 가톨릭 황제군은 스페인의 카르디날 인판테 페르디난트(Cardinal-Infante Ferdinand)의 지휘하의 18,000명의 스페인 용병대의 지원을 받아 스웨덴과 작센 군대로 이루어진 프로테스탄트 군대를 격파하였다.
1631년 브라이텐펠트 전투에서 테르시오 진형이 적에게 격파당한 후에, 스페인과 이탈리아의 용병대는 이 두 번째 전투에서 테르시오 진형을 사용하여 오라녜 공작 마우리츠가 고안하고, 최근 스웨덴의 구스타프 아돌프에 의해 발전시킨 새로운 진형과 여전히 싸울 수 있다는 것을 증명하였다.

## 서막
2년 전 뤼첸 전투에서 프로테스탄트군이 승리를 거두었지만, 스웨덴 군은 그들의 왕 구스타프 아돌프의 사망으로 인해, 그들의 승리를 이용하는 데 실패했다. 그 결과로, 황제군은 주도권을 되찾았다. 1634년 그들은 레겐스부르크의 도시를 점령하였다. 그리고 작센을 위협하기 위해 진군하여, 뇌르틀링겐을 포위공격하기 시작했다. 프로테스탄트군은 뇌르틀링겐을 구하기 위해 어떠한 방법이든 취해야 한다고 생각했으며, 이윽고 야습을 계획했다.

## 전투
미래의 신성로마제국 황제인 헝가리의 페르디난트와 그의 사촌인 카디날 인판테 페르디난트는 그들의 군세를 합류시키기 위해 노력하여 스페인군은 북 아탈리아에서, 새로운 '스페인의 진군로'(Spanish Way)를 열기 위해 스텔비오 도로(Stelvio Pass)를 통해 진군하였다. 그리고 그들의 사령관으로 하여금 스페인령 저지대의 지휘권을 맡도록 하였다.
프로테스탄트 군대의 작센-바이마르의 베른하르트와 구스타프 호른의 군대는 필사적으로 이들의 합류를 막으려 하였으나, 그들은 헝가리의 페르디난트를 따라잡는데 실패하였다. 카디날 인판테는 다뉴브강을 1634년 8월 30일 도나우베르트에서 건넜다.
9월 헝가리의 페르디난트와 카디날 인판테의 군세는 합류하여 슈바벤에 있는 뇌르틀링겐의 남부지역에 막사를 설치했다. 이때 뇌르틀링겐은 소수의 스웨덴 수비병들이 지키고 있었다. 얼마 후에, 베른하르트와 호른의 군대가 뇌르틀링겐에 도착하여, 결정적인 뇌르틀링겐의 전투를 준비하기 시작했다.
카디날 인판테 페르디난트와 헝가리의 페르디난트는 이에 따라 전투를 준비하면서도 마티아스 갈라스와 같은 경험많은 황제군 장군의 조언을 무시하고 스페인의 대리 사령관인 레가네스(Leganés) 백작의 조언을 따랐다.
베른하르트와 호른 역시 전투를 준비하였으나, 그들은 이제 서로 라이벌 관계였고, 서로 의견이 일치하지 않았다. 그들은 스페인령 밀라노의 사령관 페리아 공작의 후발대가 합류한 것을 모르는 상황에서 전령이 보고한 잘못된 정보만을 믿고 적군의 수적 우위를 과소평가하여 적군의 병력이 보병 21,000명이 아니라 7,000명이며, 이는 스웨덴의 보병 16,000명에 비교하여 적은 숫자라고 여겼다.

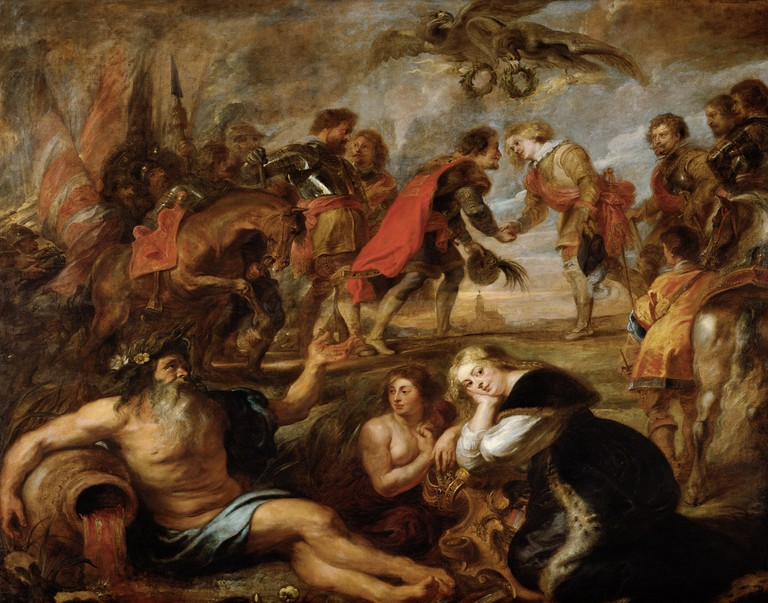
1634년 뇌르틀링겐에서 만난 합스부르크 가문의 회합. 헝가리의 왕 페르디난트와 스페인의 카르디날-인판테 페르디난트(노란색 머리)
ㅡ페테르 파울 루벤스 (1635년)

전투 중에 가능한 한 거의 모든 것들이 프로테스탄트 군에게 불리하게 진행되었다. 이는 푸엔클라라(Fuenclara), 이디아퀘즈(Idiáquez), 그리고 토랄토(Toralto)가 지휘한 가공할 만한 "테르시오 비에조스(Tercios Viejos; 오래된 테르시오)"를 사용한 스페인 보병대의 노력에 따른 강력한 방어 때문이었다. 블루, 블랙, 옐로의 호른 연대가 알부크(Albuch) 언덕에서 행한 15번의 돌격은 오타비오 피콜로미니(Ottavio Piccolomini)와 다른 이탈리아인 장군이며 스페인 왕실에 충성스러운 신하인 게라르도 디 잠바코르타 디 리나타(Gerardo di Gambacorta di Linata)의 직접적인 지휘를 받는 기병대대의 결정적인 지원을 얻은 스페인군에게 격퇴당하였다. 작센과 오스트리아군은 황제군이 많은 지원병을 스웨덴군을 돕기 위해 보낸 작센군의 약점을 파악하기 전까지 교전하기를 피했다. 이윽고 황제군은 전진하여 작센군을 빠르게 격파하고, 그들을 궤주시켰다. 작센군에 대한 추격은 스웨덴군의 퇴로를 위협하였고, 스웨덴군은 적들에게 즉시 격파당해 패닉상황이 군중을 강타하고, 스페인왕의 동생이 이끌던 스페인과 이탈리아군을 전장에 두고는 바로 도망쳐 버렸다.
호른은 체포되었고 그의 군대는 격파당했다. 하일브론에 남은 잔여군대는 그저 그림자일 뿐이었다. 두 페르디난트는 위대한 군사적 승리를 이루었다.

## 영향
스웨덴 기병대는 그들이 비록 뇌르틀링겐의 패배에 관여하지 않았음에도 불구하고 패주하였다. 독일에서 스웨덴군은 이 패배로 인해 큰 타격을 받았고, 이 전투는 결국 독일을 제압하던 스웨덴의 시대가 끝났음을 상징한다고 볼 수 있다. 황제군은 독일에서 주도권을 장악함과 동시에 스페인은 라인강의 서부 지역을 확고히 장악했고, 이로 인해 합스부르크 군대들이 프랑스를 포위하게 되자 프랑스의 추기경 리슐리외는 이 싸움에서 좀 더 중요한 역할을 하기로 결심하고, 스페인에 대항하여 가톨릭 저지대국가에 대한 두 번째 교두보를 열기 위한 전투에 주도적으로 참여하게 된다. 그러는 동안 이 전투는 독일의 프로테스탄트 군주들로 하여금 개별적으로 황제와 평화조약을 갈망하게 하여 이는 1635년 프라하 조약을 체결하게 한다.